# Champagne-Ardenne
Champagne-Ardenne từng là một vùng của nước Pháp, bao gồm bốn tỉnh: Ardennes, Aube, Marne và Haute-Marne. Thủ phủ của vùng này là thành phố Châlons-en-Champagne. Ngày 1 tháng 1 năm 2016, Champagne-Ardenne hợp nhất với Alsace và Lorraine để hình thành vùng mới Grand Est.